# Shequan
Shéquán (蛇拳, pugilato del serpente) è uno stile di arti marziali cinesi che viene classificato come stile imitativo (Xiangxingquan 象形拳), in quanto imita le movenze dei serpenti.
Ci sono vari stili del serpente sia al nord che al sud.

## Shequan Beipai (蛇拳北派, pugilato del serpente della scuola del nord)
La scuola del pugilato del serpente del nord è stata tramandata dal maestro Wan Qiming (万奇鸣) che ne ha favorito la conoscenza attraverso la pubblicazione di libri ed articoli. Essendo stata tramandata in seno alla famiglia di questo maestro si chiama anche Wanjia dumen shequan (万家独门蛇拳 pugilato del serpente abilità speciale della famiglia Wan).
Lo Shequan del nord con la tecnica delle arti marziali wushu imita le azioni di un serpente. Molti dei movimenti dello shequan includono le torsioni fluide e le onde del corpo. Shequan è una forma di arte marziale veloce e flessibile.
Questi si concentra in colpi veloci agli occhi, alla gola, e vari punti di pressione nel corpo, oltre che calci alle ginocchia e agli stinchi 

## Shequan Nanpai (蛇拳南派, pugilato del serpente della scuola del sud)
Un pugilato del serpente della scuola del sud è chiamato Shexing diao shou (蛇形刁手, mani astute a forma di serpente), il cui principale esponente fu Leung Tin Chu (粱天柱, Liang Tianzhu in Pinyin). Nacque alla fine del 1800 e divenne famoso perché ottenne un ottimo piazzamento nei Guokao del Zhongyang guoshu guan di Nanchino nel 1928. Assieme a Liang sono ricordati come figure preminenti Qiu Longguang (邱龙光), Liang Shaozhuang (梁少庄). Il loro stile era un insieme di un non meglio precisato Stile dello Shaolin del Sud, che avrebbe appreso da un monaco, e di Choy Gar (Caijiaquan), appreso da un membro della famiglia Cai. Liang Tianzhu ebbe due discepoli importanti: suo nipote Leung Gar Fong di Hong Kong e Wong Tin Yuen che insegnò questo stile nella sua palestra in Sacramento Street a San Francisco per quarant'anni, sin dal 1930. Si può definire lo stile pugilistico come uno stile di combattimento a media distanza che usa, per coincidenza, qualche tecnica simile al Wing Chun (Yongchunquan) in forme simili allo Hung Gar (Hongjiaquan). La forza applicata e le tecniche sono meno dure rispetto agli altri stili del Sud.
......
I metodi principali per apprendere e praticare questo pugilato sono il tenere tra le mani la Palla di Ferro (Diao Tieqiu, 叼铁球) e l'indossare i Cerchi di Ferro (Chuan Tiehuan穿铁环). Facendo questo si può migliorare l'accuratezza della pratica e del trovare il tempo delle mani del serpente (sheshou, 蛇手) che afferrano (diao, 叼) e penetrano (chuan, 穿) il corpo dell'avversario. Le forme si compongono di 27 azioni che intendono interpretare l'immagine del serpente. Le mani salgono e ricadono come la lingua del serpente che esce e rientra nella bocca. I movimenti del corpo sono veloci e abbaglianti, con molti cambiamenti; abbondante di tecniche, si distingue sia in attacco che in difesa, utilizza la morbidezza per sopraffare l'inflessibilità.»
(Yang Yang 杨洋 e Lin Jin 林锦, Nanpai Shequan )

## In altri stili
Movenze del serpente sono presenti anche in altri stili: 
- lo Xingyiquan (形意拳) ha un movimento a forma di serpente (蛇形, she xing) nei 12 animali[7];
- nel Nanquan si utilizzano i palmi a forma di serpente (蛇形掌, she xing zhang);
- anche il Baguazhang utilizza il palmo a forma di serpente;
- nello Yin Yang Baguazhang c'è tutto un sistema dedicato al Pitone: lo Mangxingzhang[8];
- lo Shaolinquan ha una forma che si chiama Shequan, che è uno dei Wuquan o Wuxingquan;
- il Cailifo tra le forme avanzate possiede lo Shequan[9];
- nel Liuhe Xinyiquan dell'Henan c'è Bai she tu xin 15 shi (白蛇吐信十五式);
- Nel Vovinam viet vo dao c'è una forma (quyền) che si chiama Xà Quyền, che significa Pugilato del Serpente, e corrisponde esattamente al Pinyin Shequan;
- Nella Scuola del Muro Verde (Qingchengpai, 青城派) c'è una forma detta Shequan[10];
- ecc.

## Shequan nella cultura di massa
- Esiste un film che ha come titolo originale Shexing diao shou (蛇形刁手, esattamente come lo stile del sud sopracitato), che ha come protagonisti Chen Long (成龙, più conosciuto da noi come Jackie Chan), Yuan Xiaotian (袁小田) e Huang Zhengli (黄正利). In Inglese si intitola Il serpente all'ombra dell'aquila.
- Nella serie di videogiochi Mortal Kombat due personaggi usano lo Shequan (qui chiamato Snake): Shang Tsung e Havik
- Questo è lo stile di combattimento del personaggio Christie nella serie di videogiochi Dead or Alive.
- Lei Wulong del videogioco Tekken usa il serpente, come gli altri quattro stili degli animali, come stile principale.
- Il serpente del film Kung Fu Panda rappresenta appunto lo Shequan.
- Nella serie animata Avatar - La leggenda di Aang, Azula utilizza lo Shequan.